# Нікітченко Іван Семенович
Іва́н Семе́нович Нікі́тченко (1902—1958) — радянський художник кіно, фахівець комбінованих зйомок, винахідник. Лауреат Сталінської премії другого ступеня (1949).

## Біографія
І. С. Нікітченко народився 25 грудня 1901 (7 січня 1902) року в Києві. Із 1927 року працював на кіностудіях «Совкино», «Межрабпомфильм», «Госкинопромгрузия», «Мосфільм», «Техфильм», Ташкентській, Київській та Бакинській студіях. З 1951 року — на кіностудії «Союздетфильм». Брат В. С. Нікітченко. Спільно з ним розробив портативний верстат для домальовування кадру, а також оригінальні методи комбінованих зйомок: 1947 — метод «оптичних перекладок» (застосований у фільмах «Молода гвардія», «Третій удар» та ін.), що отримав великий розвиток у радянській кінематографії; 1956 року — метод «автоматичних перекладок» (фільм «Мамелюк» та ін.). Ці методи розширили та збагатили образотворчі можливості мистецтва кіно. Художник мультфільмів із серії «Пригоди Братишкіна» (1928—1930) режисера О. Л. Птушка.
І. С. Нікітченко помер у Москві 25 листопада 1958 року.

## Фільмографія
- 1931 — Сорок сердець
- 1932 — Горизонт
- 1934 — Настінка Устинова; Кар'єра Рудді
- 1936 — Каджеті
- 1938 — Руслан і Людмила (сценарист і режисер спільно з В. П. Невежиним)
- 1942 — Дорога до зірок
- 1944 — Кащій Безсмертний
- 1946 — Оптичні перекладки, короткометражний
- 1948 — Третій удар
- 1948 — Молода гвардія
- 1950 — Вогні Баку
- 1953 — Повість про нафтовиків Каспію (спільно з Володимиром Нікітченком)
- 1955 — Дівчина-джигіт (спільно з Володимиром Нікітченком)
- 1956 — Це починалось так
- 1958 — Мамелюк

## Відзнаки
- Сталінська премія другого ступеня (1949) — за фільм «Третій удар» (1948)